# リーダーラビットベイビー
リーダーラビットベイビー（英語: Reader Rabbit Toddler）は、1997年に発売された教育用ビデオゲーム。開発元はThe Learning CompanyおよびKnowWare。

## 日本語版吹き替え
- 佐々木美穂
- 野本薫
- 渋谷勝仁

声：代々木アニメーション学院仙台校

### 歌手
- 及川浩希
- 鈴木翼
- 櫻井続
- 遠藤明子

歌：あすなろプロモーション

## スタッフ
- 開発元：The Learning Company、KnowWare
- 日本語化：株式会社インフィニシス
- CG：Sean Maynard、Philippe Jacques

### KnowWare
- 製作：Andrea Chan
- プログラム：Steven Ritchie
- アートディレクター／リードアーティスト／アニメーター：Mike Bailey
- 美術とアニメーション：Curtis Ratica、Kinetic Arts、Class 6 Entertainment
- デザイン：Mike Bailey、Andrea Chan、Steven Ritchie
- 音楽：Scott Lloyd Shelly
- サウンド：Icarus Sound Design
- モーションキャプチャー：Lamb & Company

### The Learning Company
- 製作総指揮：Kevin Richardson
- 学習担当：Jeffrey Kessler
- 作品：Pete Shoemaker
- 品質管理技術：Dan Mizuba
- シリーズ教育企画：Thea Smith
- 営業：Alison Napoli、Michelle San Martin、Amir Zaheer
- オーディオ部門：
  - Star Stephenson - 主任オーディオ エンジニア
  - Jim Foole - オーディオ エンジニア
  - Bret Menze - オーディオ エンジニア
  - Eric Van Rhee - オーディオ エンジニア
  - Brian Burge - 音楽オーディオ エンジニア
- 学習担当補佐：Nancy Armstrong
- 教育顧問：Nancy Howe、Patricia Robinson
- 品質管理：Ted Archer、Howard Cribbs、Murray Sims、Steve Snyder

日本語音声録音：株式会社フリーマン